# جوجي خان
جُوجِيّ خَان (1180 - 1227) هو أكبر أبناء القائد المغولي جنكيز خان الأربعة من زوجته بورتي وكان يشك في نسبه لأن أمه اختطفت من قبل الماركيت وولدته بعد أن حررها جنكيز خان.